# We Think the World of You
Pour plus de détails, voir Fiche technique et Distribution.
We Think the World of You est un film britannique réalisé par Colin Gregg en 1988, écrit par Hugh Stoddart.

## Synopsis
Johnny est envoyé en prison, forcé d'abandonner son chien bien-aimé Evie à la garde de son meilleur ami Frank. À sa sortie de prison, Johnny doit faire face à des difficultés familiales.

## Fiche technique
- Titre : We Think the World of You
- Réalisation : Colin Gregg
- Scénario : Hugh Stoddart, d'après le roman de J.R. Ackerley[2]
- Production : Tommaso Jandelli, Paul Cowan
- Société de production : Channel 4
- Musique : Julian Jacobson
- Costumes : Doreen Watkinson
- Photographie : Michael Garfath
- Montage : Peter Delfgou
- Pays d'origine :  Royaume-Uni
- Langues : anglais
- Lieux de tournage :  États-Unis
- Format : Couleurs (Technicolor) - 1,85:1 - Son mono -  35 mm
- Genre : Comédie
- Distribution : 20th Century Fox
- Durées : 92 minutes (1 h 32)
- Dates de sortie :
  - 8 mai 1987 (États-Unis)
  - 22 septembre 1989 (France)

## Distribution
- Alan Bates : Frank
- Gary Oldman : Johnny
- Max Wall : Tom
- Liz Smith : Millie
- Frances Barber : Megan
- Ryan Batt : Dickie
- Kerry Wise : Rita
- Sheila Ballantine : Margaret
- David Swift : Bill
- Pat Keen : Miss Sweeting